# ماجرای گوفی
ماجرای گوفی (به انگلیسی: A Goofy Movie) فیلمی ۷۸ دقیقه‌ای به کارگردانی کوین لیما محصول سال ۱۹۹۵ کشور ایالات متحده آمریکا است.

## فهرست صداپیشگان
- جیسون مارسدن
- راب پالسن
- جیم کامینگز
- کلی مارتن
- پالی شور
- والاس شاون
- فرانک ولکر
- جولی براون
- کوین لیما
- توین کمپبل
- جو آن وورلی
- جویی لورنس
- پت کرول
- جنا وان اوی